# 各年の大韓民国の一覧

大韓民国の国旗

各年の大韓民国の一覧（かくねんのだいかんみんこくのいちらん）は、大韓民国の各年ごとの記事の一覧。この一覧では大韓民国の各年ごとの記事の他、各世紀と各年代、大韓民国の各分野における各年ごとの記事についても取り扱う。

## 一覧

### 20世紀
- 1940年代
  - 1948年の大韓民国（英語版） 1949年の大韓民国（英語版）
- 1950年代
  - 1950年の大韓民国（英語版） 1951年の大韓民国（英語版） 1952年の大韓民国（英語版） 1953年の大韓民国（英語版） 1954年の大韓民国（英語版）
  - 1955年の大韓民国（英語版） 1956年の大韓民国（英語版） 1957年の大韓民国（英語版） 1958年の大韓民国（英語版） 1959年の大韓民国（英語版）
- 1960年代
  - 1960年の大韓民国（英語版） 1961年の大韓民国（英語版） 1962年の大韓民国（英語版） 1963年の大韓民国（英語版） 1964年の大韓民国（英語版）
  - 1965年の大韓民国（英語版） 1966年の大韓民国（英語版） 1967年の大韓民国（英語版） 1968年の大韓民国（英語版） 1969年の大韓民国（英語版）
- 1970年代
  - 1970年の大韓民国（英語版） 1971年の大韓民国（英語版） 1972年の大韓民国（英語版） 1973年の大韓民国（英語版） 1974年の大韓民国（英語版）
  - 1975年の大韓民国（英語版） 1976年の大韓民国（英語版） 1977年の大韓民国（英語版） 1978年の大韓民国（英語版） 1979年
- 1980年代
  - 1980年の大韓民国（英語版） 1981年の大韓民国（英語版） 1982年の大韓民国（英語版） 1983年の大韓民国（英語版） 1984年の大韓民国（英語版）
  - 1985年の大韓民国（英語版） 1986年の大韓民国（英語版） 1987年の大韓民国（英語版） 1988年の大韓民国（英語版） 1989年の大韓民国（英語版）
- 1990年代
  - 1990年の大韓民国（英語版） 1991年の大韓民国（英語版） 1992年の大韓民国（英語版） 1993年の大韓民国（英語版） 1994年の大韓民国（英語版）
  - 1995年の大韓民国（英語版） 1996年の大韓民国（英語版） 1997年の大韓民国（英語版） 1998年の大韓民国（英語版） 1999年の大韓民国（英語版）
- 2000年代
  - 2000年の大韓民国（英語版）

### 21世紀
- 2000年代
  - 2001年の大韓民国（英語版） 2002年の大韓民国（英語版） 2003年の大韓民国（英語版） 2004年の大韓民国（英語版）
  - 2005年の大韓民国（英語版） 2006年の大韓民国（英語版） 2007年の大韓民国（英語版） 2008年の大韓民国（英語版） 2009年
- 2010年代
  - 2010年の大韓民国（英語版） 2011年の大韓民国（英語版） 2012年の大韓民国（英語版） 2013年の大韓民国（英語版） 2014年の大韓民国（英語版）
  - 2015年 2016年 2017年 2018年 2019年
- 2020年代 : 2020年 2021年 2022年 2023年 2024年 2025年 2026年 2027年 2028年 2029年
- 2030年代 : 2030年 2031年 2032年 2033年 2034年 2035年 2036年 2037年 2038年 2039年

## 文化と芸術

### 映画
- Lists of South Korean films（英語版）